# 丁好禮
丁好礼（1294年—1368年），中国元朝政治人物。字敬可，真定蠡州（今河北省蠡縣）人。
丁好礼精通律算，在户部初试，擔任中书掾，授户部主事，擢昇為江南行台监察御史，入朝為户部为员外郎，拜监察御史，又入户部为郎中，升為户部侍郎。擔任京畿漕运使，建议在通州置司，讲究漕运的優缺點，定为成法，人們以為方便。擔任户部尚书。當时国家財政緊張，丁好礼能节制財用。昇任参议中书省事，轉任治书侍御史，出任辽阳行省左丞，沒有成行，留下擔任枢密副使。至正二十年（1360年），元順帝拜他為中书参知政事。
當时京师饥荒，父子相食。天寿节，朝廷想要按照成例大宴会，丁好礼請求削減用度。朝廷不听，請求退休，於是以集贤大学士致仕，给全俸家居。扩廓帖木兒扈从皇太子还京，送給朝贵山东粟米，給丁好礼一百石麦子，丁好礼不受。至正二十七年（1368年），再被任用為中书平章政事，因為论议不合，再請退休，特封赵国公。明朝大軍入京城，有人勸他拜見明朝大将徐達、常遇春，丁好礼怒叱道：“我從小吏官至极品，爵上公，現在老了，所恨无以报国，所欠惟一死而已。”数日后，明朝大将召丁好礼，他不肯行，被帶到齐化门，與中书参知政事郭庸抗辞不屈而死，時年七十五歲。

## 传記資料
- 《元史》卷一百九十六 列传第八十三 忠义四